# Selección de polo de Hong Kong
La Selección de polo de Hong Kong es el equipo de polo representante de Hong Kong en las competiciones internacionales. El polo tiene clubes muy poderosos en ese país y llegan jugadores del más alto handicap de diversas partes del mundo. Su selección se ha especializado en el polo en nieve, ganando tres veces la Copa del Mundo de Polo en Nieve de la FIP

## Hong Kong en la Copa del Mundo de Polo en Nieve de la FIP
Hong Kong ha sido el dominador absoluto de la Copa del Mundo de Polo en Nieve de la FIP, ganando tres veces la copa (2012, 2013 y 2016), y fue subcampeón en la edición de 2014.

## Hong Kong en los mundiales
La selección de Hong Kong no ha logrado clasificar a una fase final del Campeonato Mundial de Polo. 
| Campeonato Mundial de Polo | Campeonato Mundial de Polo | Campeonato Mundial de Polo | Campeonato Mundial de Polo | Campeonato Mundial de Polo | Campeonato Mundial de Polo |
| -------------------------- | -------------------------- | -------------------------- | -------------------------- | -------------------------- | -------------------------- |
| 1987:                      | No clasificó               | 1989:                      | No clasificó               | 1992:                      | No clasificó               |
| 1995:                      | No clasificó               | 1998:                      | No clasificó               | 2001:                      | No clasificó               |
| 2004:                      | No clasificó               | 2008:                      | No clasificó               | 2011:                      | No clasificó               |
| 2015:                      | No clasificó               | 2017:                      | No clasificó               |                            |                            |